# 東安坊
東安坊為臺灣臺南城之歷史行政區劃，始於明鄭時期永曆年間，清代分為上下兩坊:54。東安街坊的發展始於十字街向東，即中西區民權路一段、東區東門路一段為主軸，一路向東發展，延伸至臺灣府城大東門的位置。

## 歷史
明永曆年間，鄭成功將普羅民遮城改為承天府治，永曆十八年，鄭經劃承天府治為東安、西定、寧南、鎮北四坊，是為東安坊之始。永曆二十三年（1669年），在東安坊郡署之右，首建城隍廟:239。
清朝，臺灣府署、臺灣縣署曾設於東安坊。:361750年（乾隆十五年），知縣魯鼎梅新建縣署於鎮北坊。:36後來臺灣府城四坊被析分為六坊二堡，原東安坊被分為東安上坊及東安下坊，範圍與原東安坊略有不同。:54
台灣的第一個寺廟彌陀寺也興建於此。

## 另見
- 東寧建置
- 四坊二十四里

## 外部連結
- 清代臺灣府城四坊示意圖 （页面存档备份，存于）
- 范勝雄，臺南市各時期之發展範圍